# Tân Trúc (huyện)
Tân Trúc là một huyện ở tây bắc của tỉnh Đài Loan. Dân số chủ yếu là người Khách Gia. Ở đây cũng có người bản xứ Đài Loan sinh sống.

## Phân chia hành chính
Huyện Tân Trúc có 1 huyện hạt thị (縣轄市), 3 trấn (鎮) và 9 hương (鄉).
Xem thêm: Phân cấp hành chính Đài Loan
| Tên        | Chữ Hán | Bính âm  | Wade-Giles     |
| ---------- | ------- | -------- | -------------- |
| Trúc Bắc   | 竹北    | Zhúběi   | Chu2-pei3      |
| Quan Tây   | 關西    | Guānxī   | Kuan1-hsi1     |
| Trúc Đông  | 竹東    | Zhúdōng  | Chu2-tung1     |
| Tân Phố    | 新埔    | Xīnpǔ    | Hsin1-p'u3     |
| Bảo Sơn    | 寶山    | Bǎoshān  | Pao3-shan1     |
| Bắc Phố    | 北埔    | Běipǔ    | Pei3-p'u3      |
| Khung Lâm  | 芎林    | Qiónglín | Ch'iung2-lin2  |
| Nga Mi     | 峨眉    | Éméi     | E2(or O2)-mei2 |
| Hoành Sơn  | 橫山    | Héngshān | Heng2-shan1    |
| Hồ Khẩu    | 湖口    | Húkǒu    | Hu2-k'ou3      |
| Tiêm Thạch | 尖石    | Jiānshí  | Chien1-shih2   |
| Tân Phong  | 新豐    | Xīnfēng  | Hsin1-feng1    |
| Ngũ Phong  | 五峰    | Wǔfēng   | Wu3-feng1      |